# Re/Fotografando
Re/Fotografando è un 45 giri della cantante pop italiana Loredana Bertè, pubblicato nel 1986 dall'etichetta discografica CBS.

## Lato A
Re, scritto da Armando Mango e Pino Mango, su arrangiamenti di Beppe Cantarelli, ebbe un buon successo discografico, raggiungendo il picco massimo della tredicesima posizione dei singoli più venduti.

### Scandalo a Sanremo (1986)
Il brano venne presentato al Festival di Sanremo 1986, dove l'interprete partecipa per la prima volta, portando in scena una coreografia pensata per lei da Franco Miseria, in cui simula una finta gravidanza che suscita enormi polemiche, puntualmente riprese da tutta la stampa.
Venticinque anni dopo, saranno in molti a notare che il tema della sua performance verrà ripreso addirittura da Lady Gaga, la quale - il 15 maggio 2011, in occasione dell'evento live Radio 1's Big Weekend di Carlisle (UK) - non soltanto si è esibita con un finto pancione fasciato da un mini-abito in pelle nera, ma ha poi riproposto anche il medesimo cambio d'abito con lunga mise di colore nero, simile al vestito appositamente confezionato per la Bertè dall'amico Gianni Versace, indossato dalla cantante durante la serata finale di Sanremo '86: «non contenta dell'effetto, replica l'esibizione la sera dopo dissacrando, dopo le mamme, le spose d'Italia. L'abito è splendido, pizzi e veli come tradizione vuole, ma la sposa di Loredana è nera come il suo umore...», scriverà Mario Luzzatto Fegiz sulle pagine del Corriere.
Esce la raccolta Fotografando... i miei successi, e la stessa Fotografando (lato B di Re, e anch'essa scritta da Mango) viene presentata in molte trasmissioni televisive, riscuotendo un buon successo nelle radio e al Festivalbar: «Ci sono molte belle canzoni del repertorio della Bertè ed è la conferma che Loredana è una delle poche, pochissime interpreti di grande talento che abbiamo in Italia.»
Ma i dissensi generati dalla sua esibizione sanremese spingono la CBS alla rottura del contratto discografico; sfuma così il progetto di un album in collaborazione con Mango, artista col quale la Bertè avrà comunque modo di duettare nella trasmissione tv Italia Sera, cantando la hit Oro. Molti anni dopo sarà lo stesso Mango a definirla, insieme a Patty Pravo, interprete «insuperabile» delle sue canzoni.

## Lato B
Fotografando, brano pop scritto dagli stessi autori, era il lato B del disco. La canzone venne promossa in diverse manifestazioni musicali tra cui il Festivalbar, Azzurro e Vota la voce, dove vinse il premio come "Miglior cantante femminile dell'anno".
Entrambi i brani sono contenuti nella raccolta Fotografando... i miei successi.

## Tracce
Lato A
1. Re – 4:16 (Pino Mango, Armando Mango)

Durata totale: 4:16
Lato B
1. Fotografando – 3:09 (Pino Mango, Armando Mango)

Durata totale: 3:09

## Classifiche
| Classifica (1986) | Posizione massima |
| ----------------- | ----------------- |
| Italia            | 13                |